# Tin-tin (tatuador)
Tin-Tin é um tatuador francês, conhecido por suas tatuagens em estilo realista e estilo inspirado no japonês. Ele é o co-fundador e presidente do sindicato nacional de artistas tatuadores (syndicat national des artistes tatoueurs – SNAT) e o organizador do Mundial de Tatuagem em Paris.

## Biografia
Nascido o 19 de agosto de 1965, foi durante seu serviço militar em Berlim que sua carreira como tatuador começou. Ele fez sua primeira tatuagem em 1984. Autodidata, ele se inspira em livros de arte e ilustrações (clássicas e modernas), destacando-se de outros artistas da época.
Ele viaja muito para encontrar os melhores tatuadores do mundo, desde o início de sua carreira. De volta à França, ele abriu uma loja em Toulouse de 1986 a 1992, com grande sucesso. De lá, ele retorna a Paris, abrindo uma loja na Rua Saint-Sébastien, de 1992 a 1999. Em 1999, ele abriu "Tin-Tin Tatouages", sua loja atual no bairro de Pigalle.
Desde os anos 90, tornou-se famoso pelas suas reproduções. Assim, ele tatuou celebridades, incluindo Jean-Paul Gaultier, Yannick Noah, Florent Pagny, JoeyStarr, Zazie, Laura Smet, Alessandra Sublet, Kad Merad, Pascal Obispo, Philippe Starck, Daphné Bürki, Maitena Biraben ...

## Colaborações
O Tin-Tin também trabalhou em colaboração com casas de alta costura, particularmente Givenchy e Jean-Paul Gaultier, fazendo tatuagens falsas para desfiles, anúncios e revistas de moda. Em 2009, aos cinquenta anos de Barbie, ele desenhou uma Barbie tatuada. Em 2012, ele criou 3 criaturas do universo japonês para os relógios Swatch: o dragão, a cobra e a carpa koi.

## Mundial de Tatuagem
Le Mondial de Tatouage (“O Mundial de Tatuagem”) é uma convenção que reúne 420 dos maiores tatuadores do mundo, com grande afluência (mais de 32.000 visitantes em 3 dias em 2015). Depois de duas edições no Bataclan em 1999 e no Trianon em 2000, o Tin-Tin reorganizou a convenção em 2013. Agora, a convenção é realizada cada ano na Grande Halle de la Villette.

## Exposição “Tatoueurs, Tatoués”
O Tin-Tin era um consultor artístico da exposição Tatoueurs Tatoués ("Tatuadores, Tatuados"), que ficava no Museu Quai Branly, em Paris. Ele fez uma tatuagem - um dragão e flores, também visto no cartaz da exposição. Tin-Tin disse: "quando a tatuagem entra no Museu de Artes Indígenas, que é um museu nacional francês, obviamente ajuda a reconhecer a tatuagem como arte."
1. ↑  «Tin-Tin Artículo - Freeway Mag»
2. ↑  «Tin-Tin relógios Swatch»
3. ↑  «Mondial du Tatouage»
4. ↑  «Tatoueurs, tatoués». www.quaibranly.fr (em francês). Consultado em 11 de setembro de 2017